# Замок Оржер
Замок Оржер (фр. Château de l'Orgère) — замок начала XX века, расположенный в центре города Рив департамент Изер. В 1924—1970 годы принимал иммигрантов из СССР.

## История
Рив — небольшой город во Франции, находящийся в департаменте Изер всего в нескольких километрах от города Гренобль. После волны иммиграции после советской революции 1917 года игражданской войны много русских иммигрировали в регион Рона-Альпы, чтобы избежать репрессий того времени. С 1924 по 1970 годы русские мигранты жили в замке Оржер и работали в городе и его окрестностях.
Люди, приехавшие из России, были достаточно квалифицированы и образованы. Некоторые из них вскоре стали учителями иностранных языков, музыки, танцев. Другие, в особенности мужчины, работали на бумажных фабриках «Клебер», предоставлявших в то время много рабочих мест. Некоторые из мужчин, работающих на фабриках, были бывшими военными и выходцами из Белой армии. Они часто ходили в своей военной униформе и даже надевали её во время работы. В то время русская армия была единственной иностранной армией, которая могла использовать своё оружие и униформу на территории Франции. Для продолжения военных традиций и формирования себе смены из молодежи, в Риве были организованы военно-училищные курсы под руководством старших офицеров Русской армии генерала Врангеля. Семья «Клебер» купила замок для этих русских семей. С 1924 по 1970 годы более 400 человек жили в замке. Замок был окружен садом и оградой, поэтому русское сообщество жило самостоятельно, сильно отличаясь от местного населения. Многие не смогли изучить французский язык. Была построена православная часовня, где каждый день священник служил обедню. Эта часовня сохранилась в Риве и до наших дней. С 30-х годов на бумажной фабрике было всё меньше работы, поэтому русские начали уезжать из города Рив, чтобы найти работу в других местах. Во время Второй мировой войны бумажная фабрика была реквизирована. Сегодня замок заброшен и является частью мэрии.